# Novodroujesk
Novodroujesk (en ukrainien : Новодружеськ ; en russe : Новодружеск) est une ville minière de l'oblast de Louhansk, en Ukraine. Sa population s'élevait à 7 749 habitants en 2013.

## Géographie
Novodroujesk est située dans le Donbass, en Ukraine. Elle est limitée au sud-est par la ville de Lyssytchansk et se trouve à 7 km de Roubijne, à 11 km de Sievierodonetsk et à 84 km — 110 km par la route — au nord-ouest de Louhansk.

## Histoire
Le village de Novodroujesk (en russe : Новодружеск) est fondé en 1935 et reçoit le statut de ville en 1963.
Au début de la guerre du Donbass, la ville se range du côté de la république populaire de Lougansk; mais le 22 juillet 2014, après d'intenses combats, elle est prise par la garde nationale ukrainienne.Lors de l’invasion russe de l’Ukraine en 2022, la ville a été le théâtre de combats majeurs lors de la bataille de Lysychansk,  qui s’est terminée par la prise de la ville par les Russes le 3 juillet.

## Population
Recensements ou estimations de la population,, :
| 1939  | 1959   | 1970   | 1979   | 1989   | 2001  |
| ----- | ------ | ------ | ------ | ------ | ----- |
| 4 704 | 11 511 | 12 588 | 11 658 | 11 167 | 9 025 |

| 2010  | 2011  | 2012  | 2013  | 2014  | 2015  |
| ----- | ----- | ----- | ----- | ----- | ----- |
| 7 968 | 7 870 | 7 816 | 7 749 | 7 660 | 7 534 |

| 2016  | 2017  | 2018  | 2019  | 2020  | 2021  |
| ----- | ----- | ----- | ----- | ----- | ----- |
| 7 462 | 7 342 | 7 226 | 7 049 | 6 926 | 6 806 |

## Économie
La principale activité économique de la ville est l'extraction du charbon réalisée à la mine « Novodroujeskaïa » (en russe : Новодружеская) par la société Lissitchanskougol (en russe : Лисичанскуголь).